# Campylopus austrostramineus
Campylopus austrostramineus är en bladmossart som beskrevs av Thériot 1924. Campylopus austrostramineus ingår i släktet nervmossor, och familjen Dicranaceae. Inga underarter finns listade i Catalogue of Life.